# 医師による健康診断盗撮事件
医師による健康診断盗撮事件（いしによるけんこうしんだんとうさつじけん）とは、健康診断中に医師が盗撮をした事件である。医師は、医療行為において頻繁に患者の疾患部位や治療部位を撮影し、研究材料として利用しているので、盗撮かどうか判断するのが難しいのが現状である。

## 事例

### 福島県立医科大学
2015年秋頃から2016年にかけて、福島県立医科大学の男性医師（28歳）が、福島県内の病院での健康診断中に盗撮を行った。胸ポケットに入れたペン型カメラで女性の胸部を撮影していた。この他にも、病院の内外で看護師や患者のスカート内を盗撮するなどしており、その回数は数百回に及ぶという。

### 松原市
2016年11月から2017年6月にかけて、大阪府松原市の男性医師（49歳）が、大阪府内の病院での健康診断や乳癌検診で盗撮を行った。盗撮はスマートフォンで行われていた。この他にも、泥酔して病院に搬送されて抵抗できない状態の女性の胸を触るなどの余罪も判明している。

### 岡山市
2021年5月、岡山県岡山市の男性医師（47歳）が、岡山市内の小中学校での健康診断中に盗撮を行った。上半身裸または下着姿の女子児童・女子生徒26人をペン型カメラで撮影し、岡山県の迷惑防止条例違反と児童ポルノ禁止法違反の罪に問われた。
2022年11月、京都地方裁判所は「協力医としての立場を悪用して、下着姿や胸を露出した児童を盗撮し、被害を受けた児童は多数に及んだ」などと指摘して懲役2年6か月（執行猶予4年）の判決を言い渡した。

### 甲府市
2021年11月と2022年6月、山梨県甲府市の男性医師（32歳）が、甲府市内での健康診断中に盗撮を行った。問診中に複数の女性の下着姿をスマートフォンで撮影し、山梨県の迷惑防止条例違反などの罪に問われている。この他にも、2017年に山形駅のエスカレーターや山形県立中央病院の女性更衣室で盗撮を行っていた。

### 西宮市
2022年3月から4月にかけて、兵庫県西宮市の男性医師（34歳）が、大阪府内と兵庫県内の中学校・高校での健康診断中に盗撮を行った。上半身裸の女子中高生ら少なくとも30人を携帯電話やペン型カメラなどで撮影し、児童ポルノ禁止法違反の罪に問われている。6月に女性の下着を盗撮したとして逮捕された後、押収された機器に残されたデータから判明した。

## 対応

### 市民運動
学校での健康診断の方法改善を求める運動が広がっている。例えば、2022年10月に京都府長岡京市で「子どもたちの安心できる健康診断をめざす会」が設立され、着衣での健康診断を求める署名活動が始まった。また、「子どもたちを強制的に裸にしないで！本人の同意を大事にした健康診断を実施してください」とするオンライン署名には2022年11月15日時点で2万6000人を超える賛同者が集まった。

### 行政
文部科学省は2021年3月に、実施方法について児童生徒や保護者の理解を事前に得ておくことや、診察に支障のない範囲でプライバシーに配慮することを求める通知を出している。しかし国としての統一的なルールはなく、文科省の担当者は「各学校医のやり方があり、こちらから指示するのは難しい。保護者らに事前に説明し、理解を得るのが重要だ」と話している。地方財政を使って無料で学校で健康診断が受けられるという優れた社会制度、上半身裸や下着を露出した上で着衣によって隠れる体位の痣や不自然な外傷の有無等を観察することにより、虐待やいじめ、自傷行為等がないかを確認する貴重な機会になっているではあるが、保護者と児童生徒は現在の健康診断の在り方に不満を抱いている。

### 上半身裸を避ける対応
女子の上半身裸（トップレス）を避けて健康診断を受診する対応として、健診用ブラジャーかそれに準じたブラジャー（スポーツブラ等は除く）を着用したまま受診が可能だったり、タオル（エプロン型タオル・ラップタオル）やケープを使用して受診が可能な場合がある。

## 類似事例

### ジョンズ・ホプキンズ病院
2013年、アメリカのジョンズ・ホプキンズ病院の男性医師が、産婦人科の患者を盗撮していたことが発覚した。首にかけていたペン型カメラなどで撮影し、被害者は約8,000人だった。医師は2013年2月に解雇され、その10日後に自殺した。2014年7月に病院が1億9,000万ドル（約193億円）の和解金を支払うことで合意された。

### 前橋市
2018年9月、群馬県前橋市の男性医師（49歳）が、太田市内の企業での健康診断でわいせつ行為を行った。18歳-25歳の女性従業員4人の胸に指を押し付けるなどし、準強制わいせつ罪に問われた。
2021年12月、前橋地方裁判所は懲役2年6か月（執行猶予4年）の判決を言い渡した。男性医師は控訴したが、2022年6月に東京高等裁判所は「診察に伴う聴診行為の範疇を明らかに逸脱したもの」などと指摘して一審判決を支持した。

### 京都府立医科大学附属病院
2020年6月から2021年11月にかけて、京都府立医科大学附属病院の男性医師（44歳）が、手術中に盗撮を行った。全身麻酔で意識のない当時10歳の女児ら女性患者7人の体をスマートフォンで撮影し、京都府の迷惑防止条例違反と児童ポルノ禁止法違反の罪に問われた。
2022年11月、京都地方裁判所は「医師という立場を悪用し、患者らの信用を裏切った卑劣で悪質な犯行」などと指摘して懲役2年6か月（執行猶予5年）の判決を言い渡した。

### 盗撮事件
- 医師による準強制わいせつ事件
- 日本航空1402便客室乗務員スカート内盗撮事件
- アスリートの性的画像問題
- 露天風呂での組織的盗撮事件

### 医療行為中の性犯罪
- 美容整形外科医わいせつ事件